# مایک بریگس (تنیس‌باز)
 مایک بریگس (انگلیسی: Mike Briggs؛ زاده ۶ سپتامبر ۱۹۶۸) یک تنیس‌باز اهل ایالات متحده آمریکا است. 